# Álvaro Gaxiola
Álvaro Gaxiola, né le 26 janvier 1937 à Guadalajara et mort le 18 août 2003 dans la même ville, est un plongeur mexicain.

## Palmarès

### Jeux olympiques
- Mexico 1968
  -  Médaille d'argent en plateforme 10 mètres[1].